# Die verhängnisvolle Faschingsnacht
Die verhängnisvolle Faschingsnacht ist eine Posse mit Gesang in drei Aufzügen von Johann Nestroy. Das Stück entstand 1839 und wurde am 13. April desselben Jahres als Benefizvorstellung für Nestroys Lebensgefährtin Marie Weiler erstmals aufgeführt.

## Inhalt
Auf dem Marktplatz klagt Sepherl erst der Kräutlerin Frau Everl, dann ihrem überraschend auf Besuch kommenden früheren Dienstherren Tatelhuber ihr Leid mit der sie schlecht behandelnden Helene, der Gattin von Tatelhubers Sohn Philipp:
„[…] ich begreif' gar nicht, wo so a noble Frau das alles her hat: Trabant, Landpatsch, Trampel, das sein noch die besten Wörter, die ich krieg'.“ (Erster Aufzug, zweiter Auftritt)
Sepherls schrecklich eifersüchtiger Liebhaber Lorenz vermutet hinter diesem Gespräch ein G'spusi und beschließt, sie zu bespitzeln. Tatelhuber seinerseits will sich als Holzweib verkleidet ein Bild von Lorenz’ Charakter machen. In Philipps Ehe hat Helene allein das Sagen, lässt sich vom Herrn von Geck den Hof machen und das Kind wird völlig verzogen.
Während die ganze Familie zu einem Maskenball geht, lässt Helenes Schwager Taubenherz, der auf die riesige Erbschaft spekuliert, das Kind vom geldgierigen Heinrich mit Hilfe von Jakob („Ich bin der Mann, der ums Geld alles tut“) und Katherl entführen. Sepherl entdeckt zu spät die Untat und verfolgt die Kindsräuber. Lorenz glaubt, in ihrer Abwesenheit einen neuen Beweis für Untreue entdeckt zu haben, beschließt, sich mit der Wäscherin Nani zu trösten und räsoniert:
„Kleine Seelen lamentieren, hochherzige Männer nehmen sich eine andere, und die ganz großen Geister haben schon immer eine im Vorrat, so wie es jetzt bei mir der Fall is'.“ (Dritter Aufzug, erster Auftritt)
Der Korb mit dem entführten Kind wird von Lorenz irrtümlich mit dem Wäschekorb von Nani vertauscht und Sepherl kann Taubenherz und seine Komplizen durch die Nachtwächter arretieren lassen. Das Kind wird von Lorenz, der meint, Wäsche ins Haus zu bringen, wieder zurückgebracht. Helene beschließt zerknirscht, Tatelhubers Vorschlag, auf einem Landgut ein neues Leben zu beginnen, anzunehmen. Sepherl wird als die wahre Heldin gefeiert, Lorenz erkennt seinen Fehler und Tatelhuber sagt ihm deutlich:
„Und dem Herrn gratuliere ich zu seinem hübschen Weib, er hätte als Holzhacker gar keine bessere Wahl treffen können, denn das Madel ist so brav, so gut und geduldig, daß er auf ihr Holz hacken kann. Viktoria, Kinder!“ (Dritter Aufzug, vierzehnter Auftritt)

## Werksgeschichte
Die Vorlage für Nestroys Stück war das Drama Ein Trauerspiel in Berlin, das der Autor Karl von Holtei 1834 in Wien der Zensur vorgelegt hatte, die jedoch eine Aufführung untersagte. In Berlin wurde es 1837 vorerst ein großer Bühnenerfolg. Nestroy übernahm ziemlich genau die Handlung, schrieb aber ein anderes Ende. Aus dem voll pathetisch überspanntem „Ehrgefühl“ agierenden Holteischen Tagelöhner Franz macht er den ebenso überspannten und ehrpusseligen Holzhacker Lorenz, eine Karikatur des sentimental verkitschten schlichten Berliner Jungen. Er ist die zentrale Figur exzessiver Eifersucht und Egozentrik, aber auch einer radikal verwienerten spannenden Kriminalgeschichte. Nestroy gestaltete durch seine Sprachkunst die Eigenheiten dieser Gestalt als einen sich selbst dem Höheren zugehörig fühlenden Proletarier.
In der ursprünglichen Originalhandschrift Nestroys, einem vorläufiges Konzept mit einigen Personennamen, wird der Schluss noch anders dargestellt: Lorenz beleidigt Sepherl durch seine grundlose Eifersucht auf Geck und seine Liebelei mit Nani (hier noch Nanni geschrieben) so sehr, dass sie ihm den Laufpass gibt und den ihr einen Antrag machenden Tatelhuber aus Vernunftgründen heiraten will.
Seit Direktor Carl Carl zusätzlich zum Theater an der Wien auch noch das Leopoldstädter Theater übernommen hatte, wurden seine beiden Zugpferde Nestroy und Scholz immer häufiger getrennt auf die Bühne geschickt.
In diesem Stück sind sie allerdings wieder einmal vereint, Johann Nestroy spielte den Holzhacker Lorenz, Wenzel Scholz den Pächter Tatelhuber. Weiters gaben Franz Gämmerler den Philipp, Direktor Carl den Geck, Ignaz Stahl den Taubenherz, Alois Grois den Jakob und die Benefiziantin Marie Weiler die Nani.
Für die Schauspielerin Eleonore Condorussi schuf Nestroy erstmals die Figur des von späteren Generationen so genannten „süßen Mädels“ Sepherl. Fräulein Condorussi war zwar schon seit 1829 auf Carls Theater tätig, auch in früheren Nestroy-Stücken, wurde allerdings erst durch diese Rolle wirklich bekannt. In der Wiener Theaterzeitung war über ihr Spiel zu lesen:
„Von den Darstellern verdient zunächst Dlle Condorussi höchst ausgezeichnetes Lob. […] Das Publikum, hingerissen von ihrem meisterliche Spiel, rief sie […] dreimal enthusiastisch hervor.“
Stets war die Condorussi auch in den nächsten ihr von Nestroy auf den Leib geschriebenen Rollen so erfolgreich und ihre Beziehung zu ihm offenbar so eng, dass schließlich seine Lebensgefährtin Marie Weiler weitere (Haupt-)Rollen und Kontakte unterband.
Karl von Holtei war gekränkt, dass selbst in Norddeutschland sein Trauerspiel weniger geschätzt und gespielt wurde als Nestroys Wiener Parodie. Jahre später schrieb er im Almanach für Freunde der Schauspielkunst:
„Während ich mich bestrebt habe, in meinem Original Leute aus niederen Ständen ihrem trüben Geschicke zum Trotz von Innen heraus als edle Naturen darzustellen, hat Herr Nestroy nach der ihm eigenen Weise sich die Aufgabe gestellt, in seiner Umgestaltung dieses Bestreben als ein sentimental-lächerliches zu bezeichnen und namentlich das Ehrgefühl des Franz zu persiflieren. Vielleicht weil ihm dies so gut gelungen, hat die 'Faschingsnacht' ihren Weg über weit mehr Bühnen genommen als mein vergessenes Trauerspiel […]“

## Zeitgenössische Rezeptionen
Die Begeisterung des Publikums war stürmisch, die Kritik schwankte zwischen Lob („kerngesundes lebensfrisches Lokalbild“) und Tadel für die Darstellung eines Kindsraubes in einer Komödie.
In Adolf Bäuerles Wiener Theaterzeitung schrieb ein anonymer Autor (vermutlich der Nestroy-Vorgänger Carl Meisl):
„Das neue Stück des genialen Nestroy 'Die verhängnisvolle Faschingsnacht' macht im Sinne des Wortes Furore. Gestern wurde es zum dritten Male bei überfülltem Hause gegeben und der Beifall war wieder so stürmisch und einmütig wie bei der ersten Vorstellung.“

## Spätere Interpretationen
Otto Rommel nennt 1948 das Stück ein Musterbeispiel für jene Gattung, die im Alt-Wiener Volkstheater eine „parodierende Posse“ genannt wurde. Damit ist gemeint, dass ein ursprünglich als Parodie entstandenes Werk so viel komische Kraft innehat, dass es sich in diese Richtung selbständig machte. Holtei habe die „armen, aber ehrlichen“ Leute in den Vordergrund gestellt, Nestroy deren Unnatur und Verkrampftheit durch die Natürlichkeit seiner handelnden Personen mehr als glücklich ersetzt.
Schon früher, nämlich 1908, hat Rommel die verhängnisvolle Faschingsnacht eine sehr gelungene Bearbeitung genannt. Obwohl Nestroy Szene für Szene – manchmal sogar wortwörtlich – entlehnt habe, sei daraus etwas völlig Neues entstanden. Wie jede gute Parodie könne auch dieses Stück ohne Kenntnis der Vorlage genossen werden.
In seinen Lesungen Nestroyscher Werke in eigener Bearbeitung hat Karl Kraus besonders auf die verbalen Feinheiten der kurzen Szene (1. Aufzug, 9. Auftritt) zwischen Lorenz und der Frau von Schimmerglanz hingewiesen. Das Couplet des Lorenz (Holzhacker-Lied) wurde von Karl Kraus mehrfach vorgetragen; es ist in der Sammlung Lyrik der Deutschen abgedruckt.